# NGC 4022
NGC 4022 ist eine linsenförmige Galaxie vom Hubble-Typ SB0 im Sternbild Coma Berenices am Nordsternhimmel. Sie ist schätzungsweise 193 Millionen Lichtjahre von der Milchstraße entfernt und hat einen Durchmesser von etwa 70.000 Lichtjahren. Gemeinsam mit vier weiteren Galaxien gilt sie als Mitglied der NGC 3987-Gruppe (LGG 261).
Im selben Himmelsareal befinden sich u. a. die Galaxien NGC 4009, NGC 4015, NGC 4018, NGC 4021.
Das Objekt wurde am 26. April 1878 von Johan Dreyer entdeckt.